# Robert Fuchs (Fußballtrainer)
Robert Fuchs (* 10. Dezember 1891; † 19. November 1958) war ein deutscher Fußballspieler und Fußballtrainer.
Fuchs spielte in seiner aktiven Zeit vor dem Ersten Weltkrieg beim 1. FC Pforzheim auf der Mittelstürmerposition. 1912/13 gastierte er einige Monate bei Minerva 93 in Berlin, spielte während dieser Zeit auch repräsentativ für Brandenburg und stand mit der Mannschaft im Endspiel um den Kronprinzenpokal.
Robert Fuchs wurde 1932 der erste hauptberufliche Trainer bei Hannover 96. Vor seiner Zeit war das Training in Hannover gemeinsam durch einen Vereinsausschuss und den Mannschaftskapitän geleitet worden. Fuchs wurde für den neuen Posten ausgewählt, da er bereits über Erfahrung im Trainerberuf (beim 1. FC Idar) verfügte und der Mannschaft nach einer enttäuschenden Saison 1931/32, in der Hannover erstmals seit längerer Zeit nicht um die norddeutsche Meisterschaft mitspielte, neue Impulse geben sollte. Fuchs setzte konsequent auf die Jugend und veränderte auf diese Weise das „Gesicht“ der Mannschaft bereits nach kurzer Zeit nachhaltig.
Robert Fuchs ist bis heute der Trainer mit der unangefochten längsten Amtszeit bei Hannover 96: zwischen dem 1. Mai 1932 und 1946 war er 168 Monate im Amt. Bereits 1934 wurde die Mannschaft unter seiner Leitung niedersächsischer Meister. In der Saison 1937/38 wurde Hannover 96 als Außenseiter erstmals deutscher Fußballmeister: Die Mannschaft von Robert Fuchs schaffte im Endspiel zunächst ein 3:3 sowie im anschließenden Wiederholungsspiel ein 4:3 n. V. gegen den hohen Favoriten FC Schalke 04. Neben seiner Tätigkeit bei 96 trainierte er noch den Stadtteilverein SV Linden 07.
Robert Fuchs hatte wesentlichen Anteil am Wiederaufbau der Fußballabteilung von Hannover 96 nach Ende des Zweiten Weltkriegs. Von November 1947 bis 1950 hatte er eine zweite, diesmal knapp 24-monatige Amtszeit als Trainer der Hannoveraner. Zusätzlich zum Training der ersten Mannschaft betreute Fuchs auch die Jugendmannschaften und die zweite Mannschaft. In seine zweite Amtszeit fiel der Abstieg aus der neu gegründeten Oberliga (1947/48), gegen den der Verein aber erfolgreich Protest einlegte, weil Holstein Kiel einen Mann mit gefälschtem Spielerpass hatte auflaufen lassen. 96 wurde deshalb zur Saison 1949/50 kampflos wieder in die Oberliga aufgenommen.
Fuchs’ frühere Verdienste bewahrten ihn nicht davor, während der Saison 1950/51 in Hannover als Trainer entlassen zu werden.